# Ahmad Baba al-Timbukti
Aḥmad Bābā al-Timbuktī ( en árabe: أحمد بابا التمبكتي‎  ), cuyo nombre completo era Abū al-Abbās Aḥmad ibn Aḥmad ibn Aḥmad ibn Umar ibn Muhammad Aqit al-Takrūrī Al-Massufi al-Timbuktī (1556 - 1627 CE, 963 - 1036 H) , fue un escritor, erudito y provocador político bereber sanhaja. en la zona entonces conocida como Sudán Occidental .  Fue un autor prolífico y escribió más de 40 libros. 

## Vida
Aḥmad Bābā nació el 26 de octubre de 1556, en Araouane de Sanhaja Berber Aqit family.. Se mudó a temprana edad aTombuctú donde estudio con su padre, Ahmad ibn al-Hājj Ahmad ibn ´Umar ib Muhammad Aqīt, y Mohammed Bagayogo (var. Baghayu'u); no se ha documentado más de él hasta 1594, cuando fue deportado a Marruecos por acusaciones de sedición, después de la invasión Marroquí del Impero Songhai, permaneció en Fez hasta la muerte de Ahmad al-Mansur. Su sucesor Zaydan An-Nasser, permitió a todos los exiliados volver a sus países. Ahmad Bābā volvió a Tombuctú el 22 de abril de 1608.
La mayoría del trabajo por el cual destacó fue escrito mientras se encontraba en Marruecos, incluyendo  la biografía de Muhammad Abd al-Karim al-Maghili, un erudito y jurista responsable de gran parte de las leyes religiosas tradicionales de la zona. Una nota biográfica fue traducida por M.A Cherbonneau en 1855, y se convirtió en uno de los principales textos de estudio de la historia jurídica de Sudán Occidental. La obra que se posee de Ahmad Baba es considerada de las mejores fuentes para el estudio de al- Maghili y la generación que le continua. Ahmad Baba es considerado el Mujjadid (resucitador de la religión) del siglo.
La única biblioteca pública en Tombuctú, el instituto Ahmed Baba (Que almacena más de 18,000 manuscritos) son nombradas en su honor.
En 1615 Ahmad discutió con otros Musulmanes eruditos respecto a la esclavitud, con intención de proteger a los Musulmanes de la esclavitud. Fue conocido por proporcionar las primerias ideas de etnia, entre el Oeste de África.

## Postura acerca de la raza
Ahmad Baba hizo un esfuerzo para terminar con la esclavitud racial y criticó la asociación de los Africanos negros como esclavos, especialmente criticando a algunos Musulmanes que adoptaron la narrativa de la Maldición de Cam, encontrada en el libro del Génesis
De todas formas, Ahmad Baba no buscaba abolir la trata de esclavos, en cambio, al escribir el Mi'raj al Su'ud ila nayl hukm mujallab al-Sud buscaba reformar la trata transahariana de esclavos con el objetivo de prevenir a los Musulmanes de esclavizar otros Musulmanes.
Según William Phillips, al-Timbukti buscaba la esclavitud basada en la religión en lugar de la racial, siendo los Musulmanes inmunes a esta.

## Postura sobre la esclavitud
Al respecto a la esclavitud de los Africanos en 1615, discutió las razones legítimas del cómo y por qué uno podía convertirse en esclavo. Como él lo veía era que si uno venía de un país con un Gobierno Musulmán o se identificaba con grupos étnicos Musulmanes específicos, no podría ser esclavo. Afirmó que si una persona no era creyente o un kafara, ese era el único factor de su esclavitud, además de ser “la voluntad de Dios”.
En el texto Ahmad Bābā y la ética de la esclavitud, afirma que su creencia se basa en el pensamiento de que aquel que se identificara como Musulmanes no podían ser esclavizado, pero aquel que fuese extranjero (o no creyente) debería entonces ser esclavizado por los Musulmanes. Estas no eran consideradas como simples creencias, eran reglas dadas por el más alto Dios, quien sabe más. Incluso en el caso de que la persona fuera creyente, si su creencia era superficial aún podría ser esclavizada. De acuerdo con Amhad Bābā era sabido que la gente de Kumbe tenía una creencia superficial. Continua con la analogía de que cuando un país es conquistado y termina con no creyentes, esas personas podrán ser esclavizadas como cualquier otra de una religión fuera del Islam.
Esta es una forma diferente de pensar en comparación con el trabajo de William D. Phillips Jr, quien escribió The Middle Ages Series: Slavery in Medieval and Early Modern Iberia (Edad Media: Esclavitud en la Iberia Medieval y Moderna). En su obra, el principal factor que distinguía a una persona común de un esclavo era su religión. Esto se relaciona con las ideas de Ahmad Bābā la cual incluye a todos menos los Musulmanes como esclavos. Más específicamente con esta idea, Phillips discute sobre el como los Cristianos esclavizaron a los Musulmanes y viceversa. Sin embargo Ahmad Bābā buscaba acabar con la esclavitud a los Musulmanes y en su lugar esclavizar a otras religiones por ser desde su punto de vista incrédulos ante la fe Musulmana.
Otra idea contradictoria discutida en el artículo Slavery in Africa (Esclavitud en África) de Suzanne Meirs e Igor Kopytoff, fue que la esclavitud se basa en personas que son forzadas a huir de su tierra natal hacia una zona completamente extranjera para ellos, esto relacionado con las creencias de Ahmad. Meirs y Kopytoff discutían la posibilidad de ser aceptados en la comunidad significando que ganan su libertad, siendo dotados de esta por su dueño o naciendo libre, pero desde la perspectiva de Ahmad, si uno se convertía al Islam siendo antes de la esclavitud un no creyente seguiría cargando el título de esclavo. Un no creyente sería clasificado como cualquiera que sea Cristiano, Judío, Persa, etc. Sin embargo Ahmad no veía diferencia entre no creyentes sin importar su religión.